# نیمو (خواننده)
نمو (به انگلیسی: Nemo) با نام کامل نمو متلر (به انگلیسی: Nemo Mettler) (زاده ۳ اوت ۱۹۹۹) رپر، خواننده، موسیقی‌دان سوئیسی است.
او نماینده سوئیس در یوروویژن ۲۰۲۴ بود و با ترانه د کد برنده مسابقه آواز یوروویژن شد.